# Spencer Williams
|  | Aquest article tracta sobre el músic. Vegeu-ne altres significats a «Spencer Williams (actor)». |

Spencer Williams (Nova Orleans, Louisiana, 14 d'octubre de 1889 – Flushing, Nova York, 14 de juliol de 1965) fou un pianista, cantant i compositor estatunidenc de jazz i música popular.
Williams es reservava quan parlava de la primera etapa de la seva vida, tal vegada perquè va créixer amb vincles amb l'hampa en el districte de Storyville. Williams actuava a Chicago des del 1907, quan cap a l'any 1916 es traslladà a la ciutat de Nova York. Després d'arribar a Nova York, va co-escriure diverses cançons juntament amb n'Anton Lada de Louisiana Five. Entre aquestes cançons hi ha "Arkansas Blues", que es convertiria en una de les seves cançons més populars i que segueix sent enregistrada pels músics fins al dia d'avui.
Williams va recórrer Europa amb les bandes de 1925 a 1928; durant aquest temps va escriure per Josephine Baker en el Folies Bergères a París. Williams tornà a Nova York per un parell d'anys. El 1932, tornà a Europa per una bona estada, després d'uns molt bons anys a Londres el 1951 es traslladà a Estocolm, on hi passà la major part de la resta de la seva vida. Retornà a Nova York poc temps abans de morir, a Flushing, el 14 de juliol de 1965. El 1970 fou introduït com a compositor en el Saló de la Fama.
Va tenir èxit amb les cançons "Basin Street Blues", "She’ll Be Comin Around That Mountain", "I Ain'T Got Nobody", "Royal Garden Blues", "Mahogany Hall Stomp", "I Found A New Baby", "Everybody Loves My Baby", "Squeeze Me", " "Shimmy-ShaWobble", "Boodle Am Shake", "Tishomingo Blues", "I Ain't Gonna Give Nobody None of My Jelly Roll", "Careless Love", "Arkansas Blues", "Paradise Blues", "When LightsAre Low", "Dallas Blues", i "My Man o War".